# István Abonyi
István Abonyi, auch Stephan Abonyi [ˈiʃtvaːn ˈɒboɲi] (* 20. August 1886 in Budapest; † 5. Juni 1942 ebenda) war ein ungarischer Schachspieler und Schachfunktionär. Er war vier Jahre lang Präsident des Weltfernschachverbandes IFSB, dem Vorläufer des ICCF.
Abonyi studierte Jura und arbeitete zunächst als Jurist in Budapest. Als sein Vater – ein Arzt – starb, konnte er von dem Erbe leben. Danach arbeitete er nur für das Schach.

## Schachspieler
Abonyi spielte gerne Blitzpartien. Zwischen 1914 und 1924 galt er als einer der stärksten Blitzspieler der Welt. Nahschach spielte er zwischen 1905 und 1910, und zwar vorwiegend auf Meisterturnieren in Ungarn. Mit Schwarz bevorzugte er die Eröffnung Budapester Gambit. 1907 belegte er bei der ungarischen Meisterschaft in Székesfehérvár hinter Leó Forgács den geteilten zweiten Platz.
Auch im Fernschach hatte er Erfolge. So gewann er 1936 in einem Länderkampf gegen den französischen Meister Gibaud. Nachdem er 1935 in einem Simultanwettkampf gegen mehr als 100 Gegner antrat, galt er einige Zeit als Weltrekordhalter in dieser Disziplin.

## Schachfunktionär
Abonyi war Präsident des Ungarischen Schachbundes. Er vertrat diesen bei der FIDE, auch organisierte er nationale und internationale Schachturniere. Von 1935 bis 1939 war er Präsident des Weltfernschachverbandes IFSB. In dieser Zeit wurden die Weichen für die Einführung einer Weltmeisterschaft im Fernschach gestellt. Auf der IFSB-Tagung im August 1936 setzte man eine Kommission ein, die dies vorbereiten sollte. Ein Jahr später beschloss der IFSB in Stockholm verbindlich, eine Fernschach-WM zu veranstalten. Wegen des Zweiten Weltkrieges konnte die erste WM erst 1946 ausgeschrieben werden.

## Schachautor
Von 1917 bis 1919 und nochmals 1922 arbeitete er als Redakteur der ungarischen Schachzeitschrift Magyar Sakkvilág. Außerdem wurden seine Artikel in verschiedenen internationalen Schachzeitungen veröffentlicht.